# Brad Holland (disegnatore)
Bradford Wayne Holland, detto Brad (Fremont, 1943 – 27 marzo 2025), è stato un disegnatore, illustratore e pittore statunitense.

## Biografia
Autodidatta, ebbe inizi difficili: fu rifiutato dalla Disney, nel 1960 si trasferì a Chicago ma non riuscì ad emergere,  quindi andò a Kansas City a lavorare per la Hallmark. Nel 1967 si spostò a New York, disegnandovi copertine per varie riviste tra le quali Playboy. Nel 1972 divenne uno degli illustratori fissi del New York Times, dove commentò in forma grafica gli eventi storici e politici più importanti.
Vinse numerosi premi tra i quali, nel 1991, il premio Hamilton King per il dipinto I'm Coming Apart.
In Italia la sua prima mostra personale si tenne nel 2006 a Torino, in occasione della XIX Fiera del libro.
Nel corso della sua carriera affrontò i temi più vari, dai diritti umani alla società industriale, dagli eventi culturali al mondo della moda. Si adoperò per far riconoscere dalla critica l'illustrazione come arte a tutti gli effetti, con la stessa dignità della pittura tradizionale.

## Opere principali
- Human scandals (Unknown Binding), Crowell, 1977
- con Michael Reynolds, La notte di Q, Orecchio acerbo editore, 2006